# Биковичі
Биковичі (біл. вёска Быковычі) — село в складі Березинського району Мінської області, Білорусь. Село підпорядковане Мачеській сільській раді, розташоване в східній частині області.